# Tør du drømme om døden
|  | Denne artikel er oprettet af botten Steenthbot ud fra en ekstern database. Den kan derfor have sproglige fejl eller mangler. Denne skabelon kan fjernes efter kontrol af indholdet. |

Tør du drømme om døden er en dansk dokumentarfilm fra 2023 instrueret af Smilla Dreinø Khonsari.

## Handling
Hvis du havde muligheden for at vælge hvordan du skulle dø, hvad ville du så vælge?
Instruktør Smilla Khonsari udforsker hvad døden betyder for hende, og hendes største ønske om at dø som gammel. Sammen med Gitte, Eva og Bib, tre ældre kvinder, iscenesætter de hver især deres drømmedød. Gitte vil være en del af jorden, Eva vil opsluges af havet og Bib ønsker at flyve væk. Vil eksperimentet åbne for en samtale om døden som værende noget andet end kun sørgeligt?